# تاغراولا
تاغراولا (بالأمازيغية: Tagrawla) فرقة موسيقية جزائرية تأسست سنة 1977 بباريس. تأسست على يد أربعة أعضاء: بلعيد، أحسن، خليفة وإيدير. هذا الأخير غادرها بعد عام من تأسيسها لاختلاف في الأفكار والطريقة.

## نجاحاتها
حققت هذه الفرقة الكثير من النجاحات خصوصا سنوات السبعينات والثمانينات.